# 劉皇發

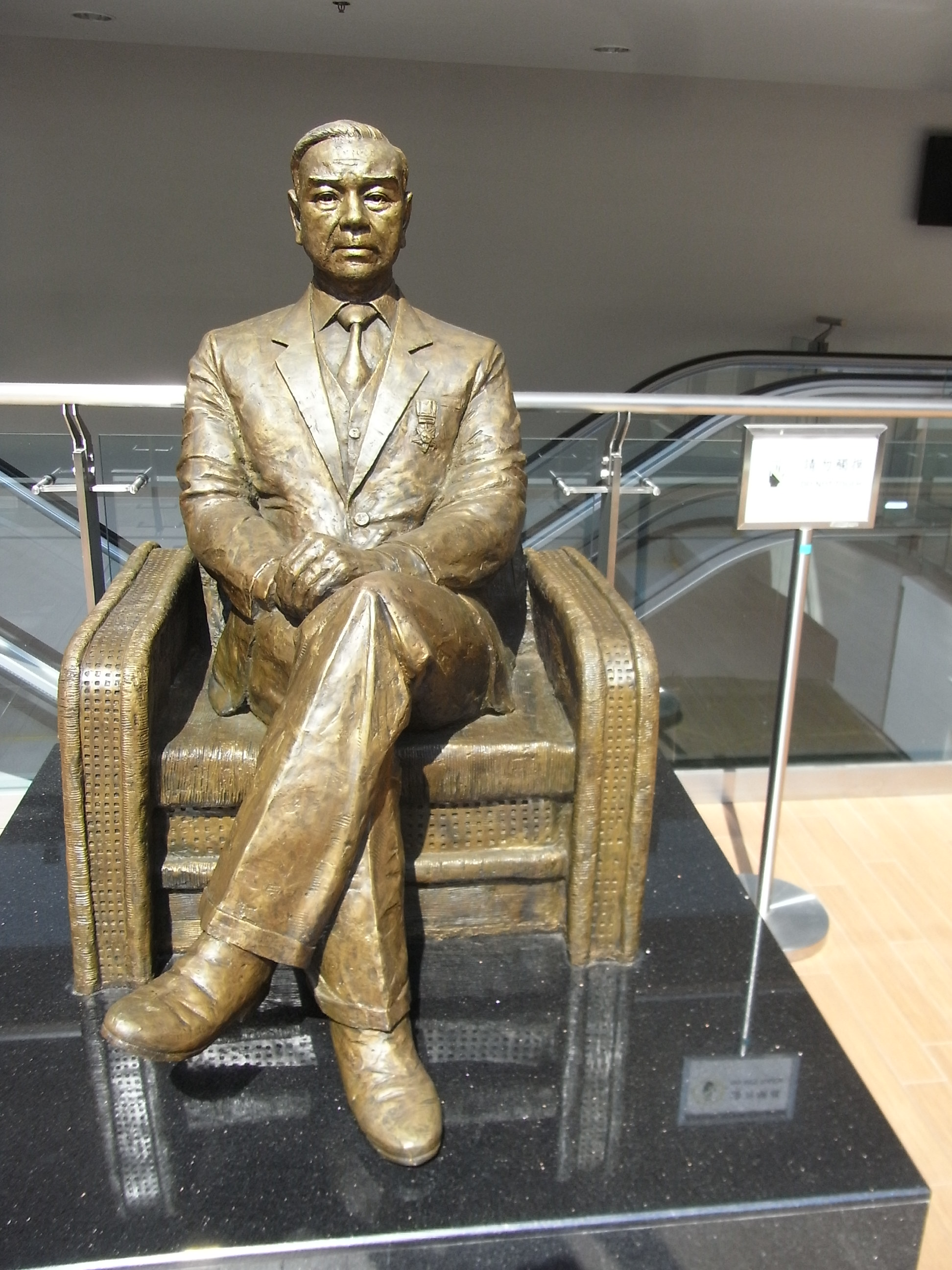
新界鄉議局大樓中的劉皇發銅像

劉皇發，大紫荊勳賢，GBS，OBE，JP（1936年10月15日—2017年7月23日），客家人，人稱發叔、劉皇叔、新界王，曾任香港立法會議員、新界鄉議局主席、行政會議成員、屯門鄉事委員會主席、屯門區議會主席及龍鼓灘村村代表，另為仁愛堂創辦人及香港經濟民生聯盟成員。生於香港新界屯門龍鼓灘村，為新界原居民。
1980年至2015年出任新界鄉議局主席，個人擁有至少680幅新界土地，故有「新界土皇帝」或「新界王」之稱，然而，在2010年9月，《明報》揭發他在行政會議上，漏報多項物業買賣，違反申報指引，及後劉皇發公開道歉。
在政治上是建制派一員，支持香港特別行政區政府與中華人民共和國政府，在2010年亦有支持特區政府之高鐵撥款以及政改方案。自1998年擔任立法會議員，連續十年以上未提出任何動議，亦甚少出席會議，但會參與重要表決。直至2013年12月4日，立法會大會上討論劉皇發首個動議，內容是反對將西貢大浪西灣村落納入郊野公園範圍，最終被否決。在立法會議員天主教監察組发表的2014至15年的監察報告中，指劉是表現最差的立法會議員。

## 簡介
劉皇發在1936年出生於屯門龍鼓灘龍鼓灘村的窮等家庭，是家中的獨子。劉早年就讀龍鼓灘知行學校，在校時是全國政協委員兼前沙田區區議員簡松年父親簡冠文的學生。在元朗屏山靈山書院初中畢業後，劉皇發曾幫父母從事農耕工作，又曾任職九廣鐵路公司的路軌上漆工作，後來在元朗開設雜貨舖經營小生意。
劉皇發曾經是立法會最年長的議員，與林偉強、張學明、李國英合稱「立法會鄉事四子」。
他亦曾出任香港惠州社團聯合總會的總監。
2017年7月23日早上，劉皇發於屯門青山灣天佑居家中安詳離世，終年80歲。

## 從政之路

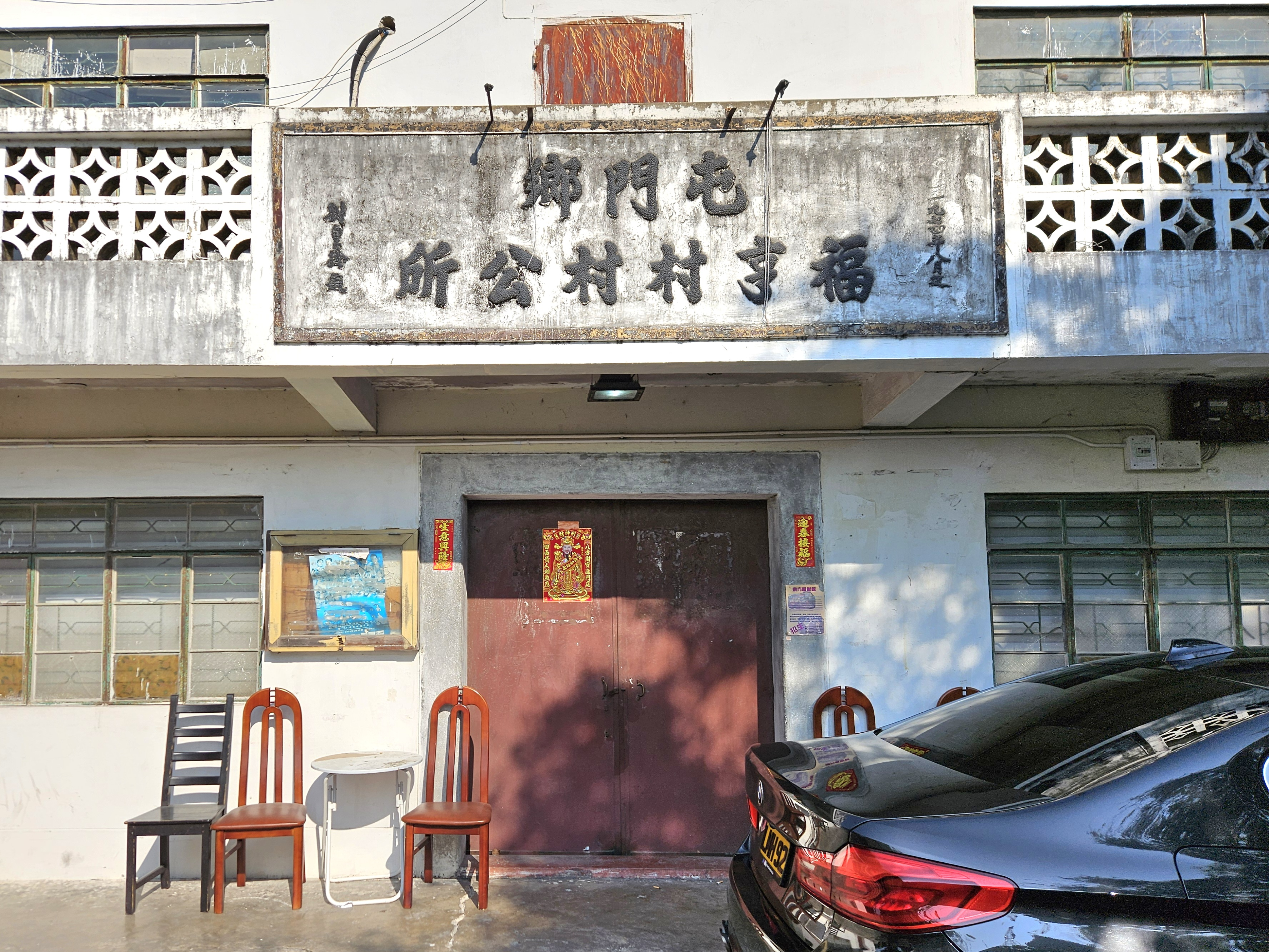
劉皇發曾於1974年為屯門鄉福亨村村公所題字

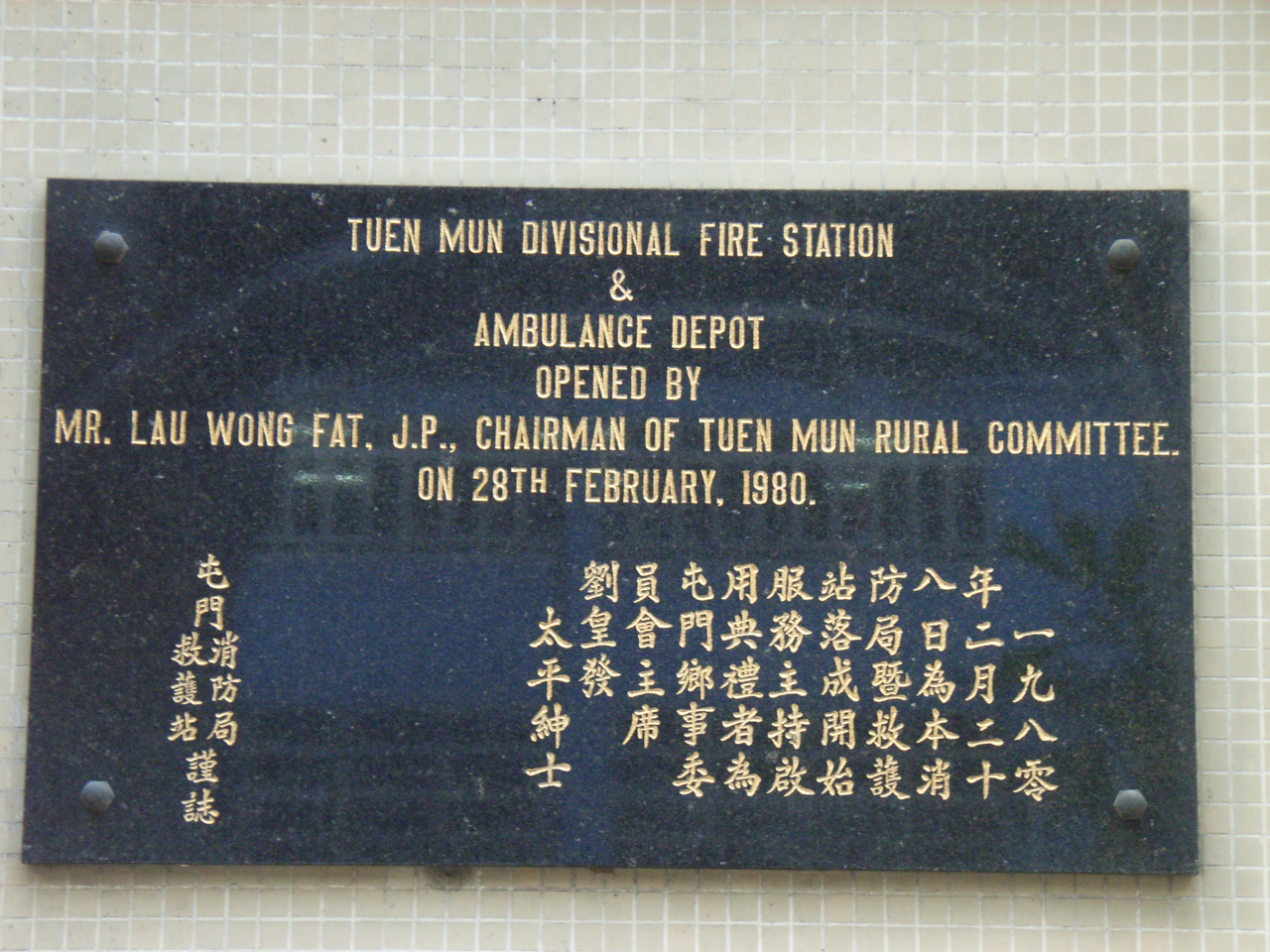
劉皇發曾於1980年為屯門消防局落成主持揭幕

1960年，劉皇發在前任新界鄉議局主席陳日新的支持下，擔任屯門龍鼓灘村村代表，為當時最年輕的新界鄉村代表。1972年，劉獲選為屯門鄉事委員會副主席。其後，劉皇發成功游說龍鼓灘村民，低價出售地皮予政府用作英軍操炮區，並得到香港政府的賞識，成為日後投身政壇的踏腳石。1973年，劉獲香港政府委任為太平紳士。劉與發展商關係密切，早在70年代成功游說長實主席李嘉誠在龍鼓灘興建青洲英坭廠，最終於1983年建成。
1980年，出任新界鄉議局主席。1982年，劉出任屯門區議會主席。1985年，劉出任區域市政局議員。同年，他獲香港政府委任為立法局議員。九十年代初仍任台北僑委會僑務諮詢委員。1991年及1995年，他以功能組別鄉事組別的選舉，自動當選立法局議員。1993 成自由黨創黨黨員。1996年，擔任臨時立法會議員。1998年、2000年、2008年及2012年，均以功能組別鄉議局組別，自動當選立法會議員。2004年，劉改以區議會功能組別參選立法會，並順利當選。2005年7月1日，劉獲頒香港特別行政區政府最高榮譽的大紫荊勳章（Great Bauhinia Medal, GBM），以表揚他對香港社會的貢獻，他也是首位新界原居民獲此榮譽。
2008年由於當時民建聯堅持派員出選區議會功能界別，劉皇發唯有改為參選鄉議局功能界別而當選。而在鄉議局功能界別的林偉強則參選區議會功能界別但落敗。同年，劉皇發退出自由黨。
2011年由於何君堯推屯門鄉事委員會修章，禁止任何人連續三屆擔任鄉事委員會主席，使他不能以當然議員資格競選連任屯門區議會主席。其後劉皇發於2012年獲政府委任為委任區議員，重返屯門區議會，並成功再次當選屯門區議會主席一職。有關任命亦遭到何君堯動員反對。
2012年香港立法會選舉，再次於鄉議局功能界別自動當選。
2015年5月，已擔任鄉議局主席35年的劉皇發不競逐連任，而他的長子劉業強其後則在無競爭下自動當選成為新任鄉議局主席。
2015年6月18日，政改方案在立法會付諸表決，但大批建制派議員在表決開始前突然離場，政改方案在8:28的大比數下被否決。建制派議員在表決後見記者，稱是希望以集體離場爭取時間，讓未到的劉皇發可以趕來投票。劉皇發亦被批評是導致政改失敗的罪魁禍首。但據及后媒體披露的建制派在Whatsapp群組中的聊天記錄顯示，當天建制派議員表示沒有提及過要等待劉皇發。
2015年屯門鄉事委員會改選後，接替何君堯再次成為主席，2016年以當然議員資格，繼續成為屯門區議會議員。
2016年1月，因身體抱恙而缺席會議，所以今屆未有競逐連任屯門區議會主席，並由民建聯梁健文當選為屯門區議會主席，正式結束長達34年的屯門區議會主席任期。
2016年3月4日，《香港政府憲報》公布劉皇發已由2016年2月22日起辭任屯門鄉事委員會主席，同時失去屯門區議會當然議員議席。結束34年區議會議員生涯。

## 黨派
2008年香港立法會選舉，自由黨前副主席周梁淑怡向代主席劉健儀投訴，指責劉皇發在選舉期間，不斷替其對手民建聯的張學明拉票，令她流失大量鄉事票而落選。劉皇發回應說，張學明跟他是同根同源，所以幫助張出選是沒有做錯。他還揚言自己「不是自由黨黨員」，「大不了退黨」。不久，劉皇發向劉健儀遞交退黨信件，稱自己身為鄉議局主席，工作繁忙，無法兼顧自由黨的黨務，所以決定退黨。
2012年10月7日，劉皇發與六名建制派立法會議員成立「香港經濟民生聯盟」，他成為創始聯盟榮譽主席。

## 財富
根據政府特區公布的5位新行會成員的利益申報，劉皇發擁有多達98間公司的股份，成為擁有最多公司股份的行會成員，但比起2011年最高峰期擁有的129間公司股份減少了大約24%，業務範圍主要涉及飲食、投資、地產、管理、貿易等。同時，劉皇發亦沒有再擔任公司董事，即他已辭去向立法會申報的11間公司的董事職位。他曾任上市公司達成集團非執行董事。家族亦持有永同益集團外，他亦涉及1980年代「生發案」的生發地產投資有限公司、宏景投資有限公司、皇發投資有限公司等。
長實在1987年將屯門雅都花園的商場及停車場，亦交由劉皇發負責代售。
在土地和物業方面，有「新界土皇帝」之稱的劉皇發亦擁有640幅新界土地，稱冠於行政會議成員。當中最少187幅土地由他全權持有，包括165幅位於屯門；餘下逾450幅土地則由他與妻子，或與他有關聯公司及祖堂所持有，市值總計約30至50億港元。包括他與家族共持有在新界東北發展區內最少3.7萬平方呎土地，保守估計可獲得約4500萬元賠償。他亦於香港、內地及新加坡擁有多間物業。
同時，劉皇發擁有多個會籍，包括九龍會、中國會、香港高爾夫球會、香港黃金海岸遊艇會、香港賽馬會遴選會員以及深圳觀瀾湖鄉村俱樂部。

### 被揭發漏報多項物業買賣
2010年，《明報》發現，在時任財政司司長曾俊華公布穩定樓市措施前及同日，透過個人控制的公司及家族關連公司，購入元朗加州花園3幢洋房及YOHO MIDTOWN單位24伙，部分單位以「摩貨」形式獲利逾80萬元。不過他未有按照行會指引申報，其後被揭發涉嫌漏報位於鹿頸、介乎烏蛟騰及谷埔的大批農地。劉皇發稱自己在申報問題上「觸覺差少少」，指是他兒子「摩貨」。

## 名下馬匹
劉皇發與吳妹姝夫妻為香港賽馬會會員，名下馬匹大部分皆以「龍船」兩字命名，包括金玉滿堂（1978-1979馬季進口的配售馬，烙號AM237，與陳日新、何新權、梁紀曾合夥）、龍船（該駒的中文馬名曾使用三次，但三駒英文馬名有分別，一匹為1984-1985馬季進口的自購馬（曾先後由歐金洪、告達理訓練），烙號BA072，英文馬名為REGAL ACE，一匹為1999-2000馬季進口的自購馬（練馬師為簡炳墀），烙號BV192，英文馬名為FISHERMAN'S CREEK，一匹為2015-2016馬季進口的自購馬（練馬師為蔡約翰、丁冠豪、鄭俊偉），烙號CV186，英文馬名為BIG BANG BONG）、金龍船、猛龍船、龍船義浩、大龍船、真龍船、龍船快（該駒的中文馬名曾使用兩次，但兩駒英文馬名有分別，一匹為2010-2011馬季進口的自購新馬（由告東尼訓練），烙號CM144，英文馬名為REAL DRAGON，一匹為2021-2022馬季進口的自購新馬（練馬師為呂健威），烙號DG229，英文馬名為FOREVER GLORIOUS）、驪龍、龍船鼓響。
另外，劉皇發、劉吳妹珠伉儷是07/08告東尼練馬師賽馬團體、新界鄉議局集團團體的成員，名下馬匹有「金玉滿堂」（CJ286）、「新界福星」、「新界之星」、「新境界」、「新躍飛」。除此之外，劉皇發的兒子劉業強、次子劉業光、長女婿黃汝坤、二女兒劉麗華、三女兒劉玉蓮、三女婿余漢坤、外孫女黃雍賢、黃雍蔚亦是香港賽馬會會員、馬主，名下馬匹包括強人、客家寶、知己知彼、知己百勝、好知己、驌龍、騂龍、翠龍、疾風勁草（劉業強）、龍船旺、龍船勁、龍船寶、勁風（黃汝坤）、哥哥仔、小阿哥、縱橫十六（最醒團體）、艦長天下（智多星團體）、龍鼓飛揚（原名「蒸氣火車」）、龍船狀元（原名「攀高直上」，金玉滿堂團體）、專一（原名「神仙眷侶」）、專家（專競聯盟團體）。

## 家族成員
劉皇發已婚，其妻為吳妹珠，兩夫妻育有五名子女，包括劉業強、劉業光、劉麗芬、劉麗華、劉玉蓮。長子劉業強在劉皇發退休後繼承父親所有公職及物業。次子劉業光為聖保祿醫院骨科醫生。

## 榮譽
- 非官守太平紳士（1973年）
- MBE勳銜（1981年）
- OBE勳銜（1990年）
- 金紫荊星章（1998年）
- 大紫荊勳章（2005年）
- 中國政法大學名譽法學博士（2012年）

## 軼事

### 新春求籤
香港政府在港英時期，即遣公務員於新春時到沙田車公廟向車公求籤，占卜本港一年運勢，2003年因任命的「求籤官」何志平是基督徒而引爆輿論，又恰逢SARS疫情嚴重，更令香港人非議。2004年起，求籤一事香港政府不再派遣官員，改任命劉皇發以新界鄉議局主席身份求籤，占卜出香港一年運勢。2004年至2015年間的農曆新年，劉皇發皆會並親自求籤、解籤，每年都成為香港傳媒的「新年新聞」。2016年劉皇發退休後，由其子劉業強以新界鄉議局主席身份求籤。

### 遲來的處女動議
劉皇發自1985年當選立法局議員後，未曾提過一項動議。直到2013年，身為鄉議局主席的他，終於提出他立法會生涯當中的「處女動議」，內容是關於要將位於大浪灣的西灣村剔除納入郊野公園的範圍。這項議案亦是劉的政治生涯當中唯一的動議。

### 博士學歷爭議
劉皇發曾經捲入博士學歷爭議。壹週刊於2014年6月5日報道，中國政法大學曾經中間人簡福飴接受劉皇發近一千萬人民幣捐款。其後劉皇發不但獲得名譽博士銜頭，簡福飴亦獲特殊待遇，其畢業論文雖曾被評為不合格，但校長卻突然公布委任他為特別顧問，結果成功通過評審。

### 「等埋發叔」事件
2015年6月18日，立法會為政改進行表決。到進行表決時，葉國謙突然帶領一眾親中議員離開會場，但有個別建制派議員未有跟隨，最後議案在8票贊成，28票反對下大比數被否決。事後親中派為當時怪異的行為作出辯解，他們表示想等候身體不適的劉皇發前來立法會投票，所以在表決前集體離場，意圖令議會出席人數不足，最後卻弄巧反拙。而「等埋發叔」就成為網絡上的潮語，嘲笑建制派為政府議案護航不力而諉過他人。

## 以他及其家屬命名的事物
香港的街道、地方鮮有以本地華人知名人士命名（例子包括達之路、啟德），命名時在生者是更少之又少，但是劉皇發卻得此榮譽，包括：
- 新發邨：在1974年為配合將青山區更名為屯門區，香港政府故將當時區內唯一一條公共屋邨青山邨更名為新發邨，「新」是指前新界鄉議局主席、時任屯門鄉事委員會主席的陳日新；「發」則是指當時是屯門鄉事委員會副主席的劉皇發。新發邨因西鐵綫屯門站工程拆卸，已重建為新鴻基地產上蓋住宅物業瓏門及V City商場。
- 皇珠路：名稱則取自劉皇發的「皇」字和其太太吳妹珠的「珠」。
- 頌皇臺：屯門井頭下村村民為感謝劉皇發的貢獻而命名，意為讚頌劉皇發。[42]
- 仁愛堂劉皇發幼稚園暨幼兒園：屯門新墟的一所幼稚園[43]。
- 仁愛堂劉皇發夫人小學：屯門安定邨的一所小學，取名自其妻子吳妹珠，而吳氏亦出任該校首任校監。
- 世界龍岡學校劉皇發中學：大角咀的一所中學。
- 劉皇發報告廳：位於北京中國政法大學逸夫樓內的演講廳。
- 救世軍三聖邨劉伍英學校：屯門三聖邨一所已停辦的小學，校名取自其母親劉伍英[44]。
- 佛教劉天生學校：屯門大興邨一所已停辦的小學，校名取自其父親劉天生。
- 天生樓：屯門一座單幢式住宅，重建前由劉皇發家族持有，取名自其父親劉天生。

## 外部連結
- 劉皇發個人網頁
- 香港立法會：劉皇發議員
- 香港馬會（页面存档备份，存于）
- 仁愛堂歷屆總理聯誼會（页面存档备份，存于）

| 前任： 黃源章 | 新界鄉議局主席 1980年6月1日—2015年5月31日 | 繼任： 劉業強 |